# Common Core Booster

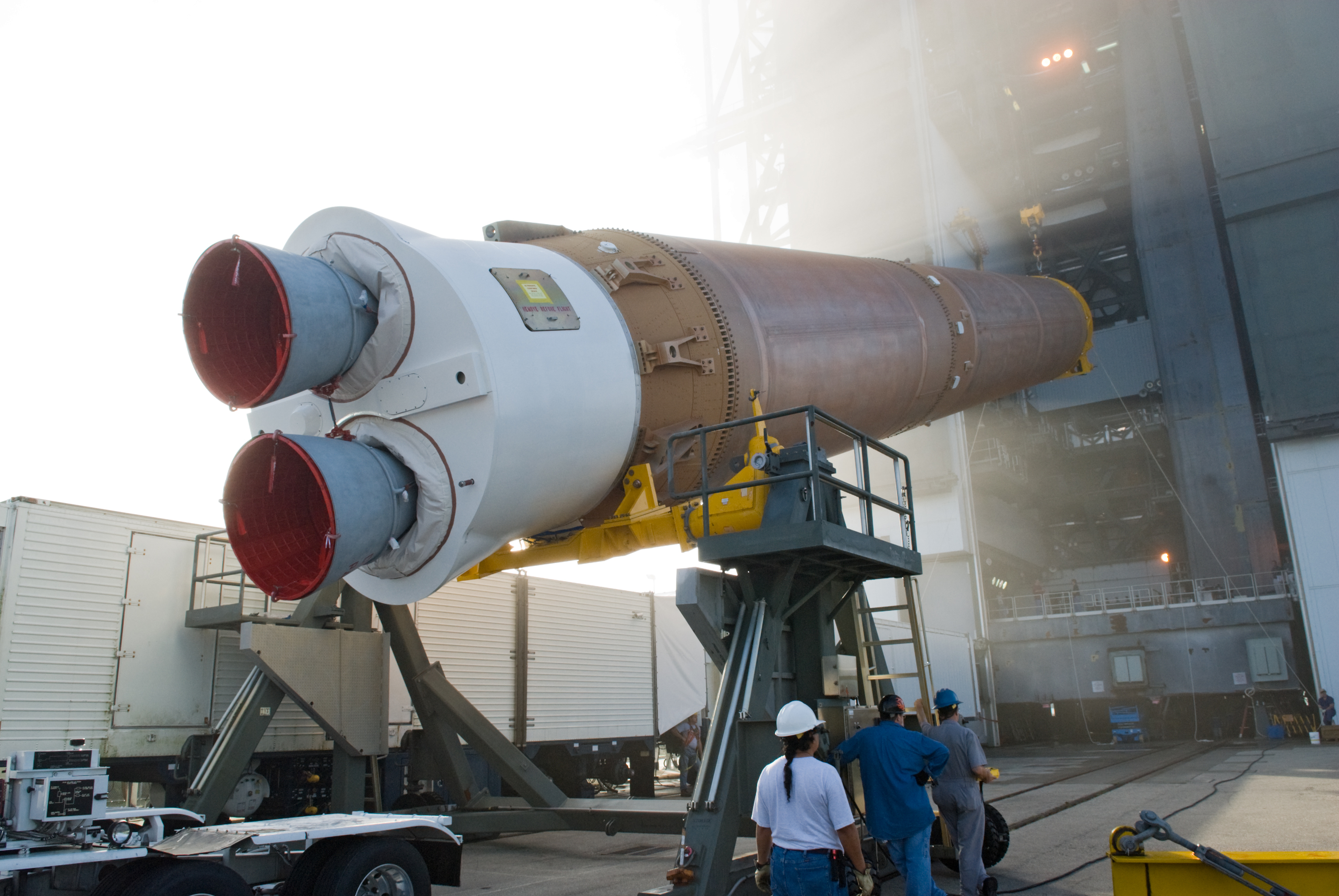
Il CCB mentre viene posizionato in verticale

Il CCB (Common Core Booster) è il primo stadio del vettore Atlas V della United Launch Alliance ed era stato proposto come primo stadio del vettore giapponese GX poi cancellato nel 2010.
Il CCB e lungo 32 metri, ha un diametro di 3,8 metri ed e spinto da un singolo motore RD-180 alimentato con la miscela LOX/RP-1 in grado di generare una spinta nominale di 4152 kN .